# Чехословацко-египетская военная сделка
Чехословацко-египетская военная сделка, именуемая также Чехословацкая сделка — соглашение о поставке Египту военной техники, подписанное в Праге 21 сентября 1955 года между Египтом и Чехословакией, состоявшей в Восточном блоке. В действительности оружие поставлялось СССР, а участие Чехословакии требовалось для отвода обвинений Советского Союза в нарушении баланса сил на Ближнем Востоке .
В рамках соглашения Египту из Чехословакии были поставлены:
- 150 реактивных истребителей Миг-15 и Миг-17
- 50 бомбардировщиков Ил-28
- 70 транспортных и учебных самолётов
- 230 танков Т-34-85
- 100 самоходных установок СУ-100
- 200 бронетранспортёров БТР-152
- 340 полевых и противотанковых и 160 зенитных орудий и другого военного оборудования

Из Польши, по тому же соглашению, поступили:
- 6 подводных лодок
- 2 эсминца
- 4 тральщика
- 12 торпедных катеров[1]

По оценкам некоторых источников, стоимость вооружения составляла около 400 миллионов долларов и оплачивалась, в основном, поставками египетского хлопка.

Есть мнение, что решение о соглашении было принято Насером после израильской ответной атаки на действия федаинов «Чёрная стрелка», в результате которой, после атаки на египетскую военную базу, погибло 38 египетских солдат и 8 израильских парашютистов. Вместе с этим подобная транзитная сделка о покупке самолётов Миг-17 была подписана ещё в марте того же года с Сирией.
Первые самолёты «МиГ» прибыли в Египет в октябре 1955 года на борту советского транспорта «Сталинград». В течение года была доставлена большая часть вооружения в рамках «чешской сделки» (кроме подводных лодок, начавших прибывать в январе 1957 года). 

На тот момент, соглашение качественно улучшало состояние египетской армии по сравнению с противостоящей ей израильской, у которой был на вооружении более слабый реактивный истребитель «Gloster Meteor». Эта оценка была высказана тогдашним главой израильских ВВС Даном Толковским в отчёте премьер-министру Бен-Гуриону в результате чего им было принято решение об операции по уничтожению привезённой техники и закупке равноценных самолётов у НАТО или нейтральных стран, как Швеция.
В связи с отказом всех стран продать такие самолёты, превалировала идея операции, но она была отложена на конец января 1956 года в связи с решением президента США Эйзенхауэра повторно рассмотреть возможность продажи самолётов North American F-86 Sabre через Canadair, имевшую лицензию на их производство. Продажа не состоялась, но до начала Синайской кампании Израиль приобрёл 22 французских Dassault Mystère II, а также Dassault Ouragan.
Соглашение стало началом военно-экономического сотрудничества между Египтом и СССР и гонки вооружений между Египтом и Израилем. Оно также считается одной из причин Синайской кампании 1956 года.